# وجدان آزرده
«وجدان آزرده» (به انگلیسی: Guilty Conscience) تک‌آهنگی از هنرمند اهل ایالات متحده آمریکا امینم همراه با دکتر دره است که در سال ۱۹۹۹ منتشر شد. این آهنگ به عنوان چهارمین و آخرین تک‌آهنگ آلبوم اسلیم شیدی ال‌پی توزیع شد.